# Lisskvarngården

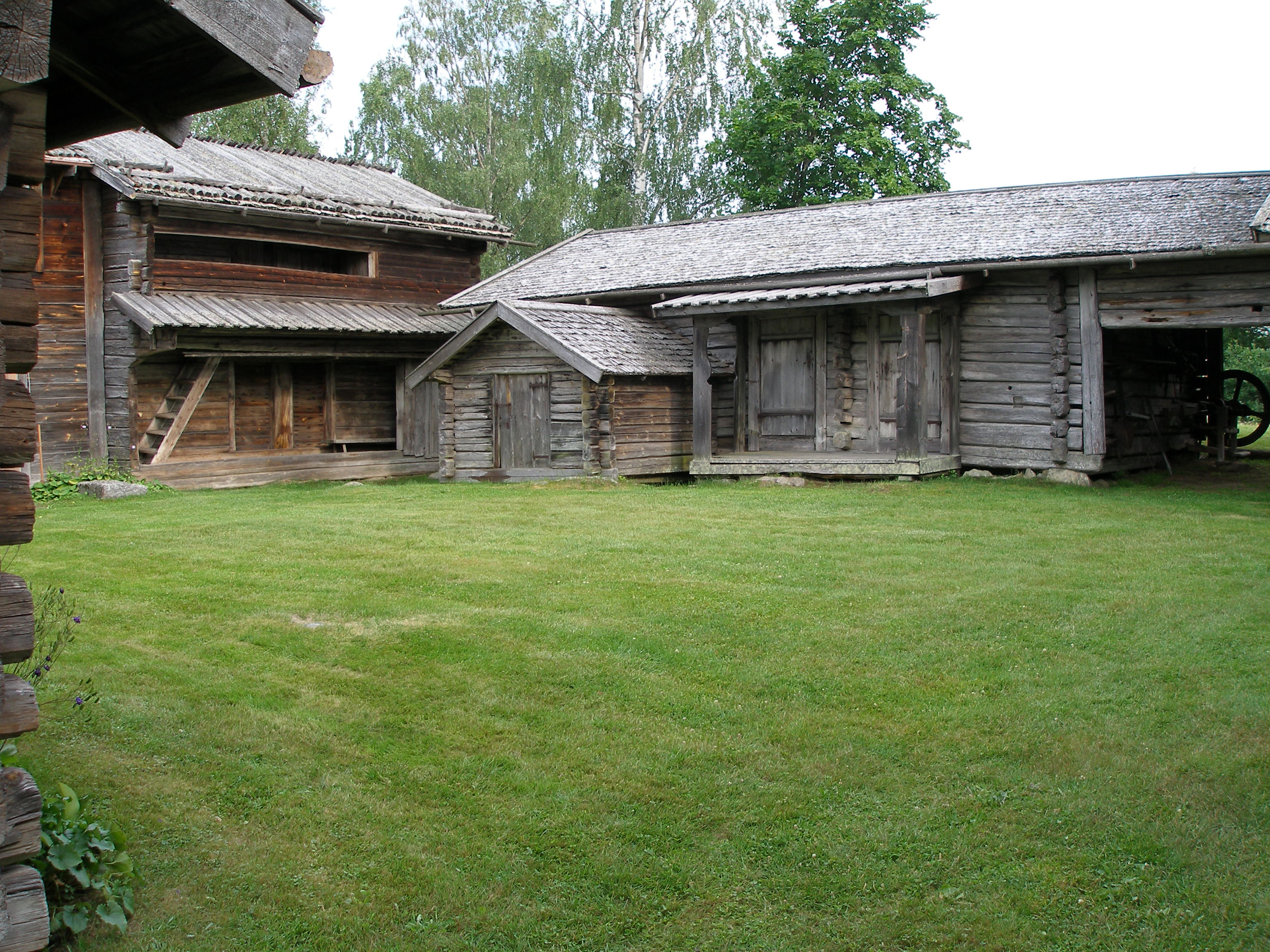
Bild från gårdsplanen eller tunet

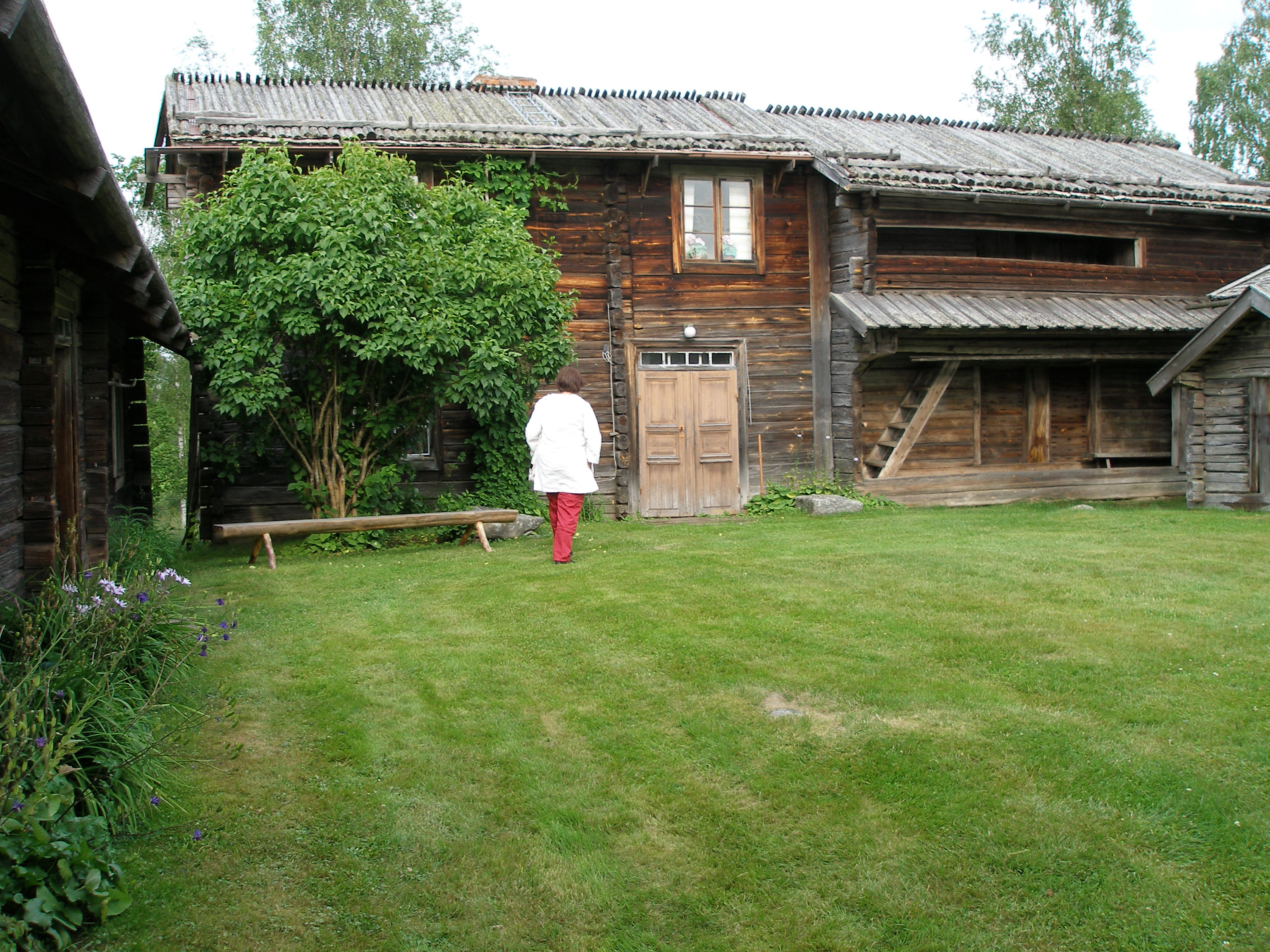
Gårdsplanen – drängstugan och loftet

Lisskvarngården är en hembygdsgård i Malmsta by, Nås socken, Vansbro kommun i Västerdalarna.

## Historia
Lisskvarngården (Lisskvärn Olas, eller Kvarn Olof Olssons gård) i Nås uppfördes i början på 1700-talet och stod helt färdig omkring år 1702. Timret är dendrokronologiskt daterat till 1695. Ett nytt fähus (fjös) byggdes 1970 på samma plats där det gamla hade stått, men i övrigt är alla byggnader intakta.

## Byggnader och miljö
Gården är byggd i fyrkant runt ett gårdstun, som man förr byggde större gårdar i norra Sverige, ovanför fäbodgränsen. Sammanlagt består Lisskvarngården av tio hus. Gården lades ned som bondgård på 1950-talet men förblev permanent bebodd till 1972. 1957 förvärvade Nås hembygdsförening gården, och 1979 förklarades gården som byggnadsminne.
Lisskvarngården ligger på en gräskulle och är ett av socknens bäst bevarade äldre byggnadskomplex. Byggnaderna runt gårdstunet skiljs åt av smala smygar mellan husen. Alla hus är knuttimrade och omålade och har spåntak (pärttak), vilka blev vanliga i trakten under 1800-talet. 
Manbyggnaden är en envånings parstuga. Övriga hus på gården är ett tvåvånings pig- och dränghus; ett dubbelloft med ett härbre; en källarstuga med portlider som sitter ihop med en tröskloge; därefter ett stall med portlider och höskulle. Utanför fyrkanten står ett stolphärbre.

## Gården idag
På gården finns idag ett museum där gamla bruksföremål och verktyg finns. I samlingen finns även en del unika jordbruksredskap. På gården finns även en K-märkt blomsterrik slåtteräng som hävdas varje år. På gården anordnas även olika evenemang såsom majstångsresning och hantverksdagar.

## Takrenovering
Under sommaren och hösten 2016 lades nya tak på några av byggnaderna. På sommaren 2016 lades ett brädtak på härbret och senare under året lades perttak på bland annat drängstugan och loftet.